# Nati nel 1904/Ottobre
| Questa pagina contiene informazioni ricavate automaticamente dalle voci biografiche con l'ausilio del template Bio e di un bot. L'aggiornamento è periodico e automatico e ricostruisce completamente la pagina. Se manca una persona in questa lista, sei pregato di non aggiungerla, ma accertati piuttosto che la sua voce biografica contenga il template Bio e che i dati anagrafici siano correttamente compilati. Se il template Bio manca, inseriscilo tu stesso o, in alternativa, metti l'avviso {{tmp\|Bio}} che ne segnala la mancanza. Se i dati riportati sono sbagliati, correggi direttamente la voce biografica; le modifiche saranno visibili in questa lista entro pochi giorni. Per chiarimenti vedi il progetto biografie. La lista contiene solo le 125 persone che sono citate nell'enciclopedia e per le quali è stato implementato correttamente il template Bio. Pagina aggiornata al 2 lug 2025. |

- 1º ottobre - Hans Brunke, calciatore tedesco († 1985)
- 1º ottobre - Folke Fridell, scrittore svedese († 1985)
- 1º ottobre - Otto Robert Frisch, fisico austriaco († 1979)
- 1º ottobre - Louise Lorraine, attrice statunitense († 1981)
- 1º ottobre - Colombo Neri, ciclista su strada italiano († 1981)
- 1º ottobre - Sergej Papov, attore sovietico († 1970)
- 1º ottobre - Milly Reuter, discobola e golfista tedesca († 1976)
- 2 ottobre - Graham Greene, scrittore, drammaturgo e sceneggiatore britannico († 1991)
- 2 ottobre - Georges Miez, ginnasta svizzero († 1999)
- 2 ottobre - Umberto Sacripante, attore italiano († 1975)
- 2 ottobre - Lal Bahadur Shastri, politico indiano († 1966)
- 2 ottobre - Raffaele Spongano, filologo, metricista e storico della letteratura italiano († 2004)
- 2 ottobre - Joachim Ziegler, generale tedesco († 1945)
- 3 ottobre - Pier Niccolò Berardi, architetto italiano († 1989)
- 3 ottobre - Fillìa, poeta e pittore italiano († 1936)
- 3 ottobre - Nils Johansson, hockeista su ghiaccio svedese († 1936)
- 3 ottobre - Charles J. Pedersen, chimico statunitense († 1989)
- 3 ottobre - Ernst-Günther Schenck, medico e militare tedesco († 1998)
- 3 ottobre - Amedeo Trivisonno, pittore italiano († 1995)
- 3 ottobre - Goffredo Zignani, militare italiano († 1943)
- 4 ottobre - Oreste Barale, allenatore di calcio e calciatore italiano († 1983)
- 4 ottobre - Eando Binder, scrittore statunitense († 1966)
- 4 ottobre - Vivaldo Fornaciari, calciatore italiano († 1990)
- 4 ottobre - Slim Shoun, cestista statunitense († 1983)
- 4 ottobre - Philip Van Zandt, attore e personaggio televisivo olandese († 1958)
- 4 ottobre - Umberto Zanolla, allenatore di calcio italiano
- 5 ottobre - Antônio de Aragão Campelo, vescovo cattolico brasiliano († 1988)
- 5 ottobre - Maxine Elliott Hicks, attrice statunitense († 2000)
- 6 ottobre - Domenico Oliva, calciatore italiano
- 7 ottobre - Nils Alwall, inventore e medico svedese († 1986)
- 7 ottobre - Armando Castellazzi, allenatore di calcio e calciatore italiano († 1968)
- 7 ottobre - Angelo Facchin, politico italiano († 1990)
- 7 ottobre - Germano Jori, partigiano italiano († 1944)
- 7 ottobre - Chuck Klein, giocatore di baseball statunitense († 1958)
- 8 ottobre - François Kollar, fotografo francese († 1979)
- 8 ottobre - Iride Motta, calciatore italiano († 1987)
- 8 ottobre - Antonio Villamil, schermidore argentino
- 9 ottobre - Wally Brown, attore statunitense († 1961)
- 9 ottobre - Ennio Carando, partigiano e filosofo italiano († 1945)
- 9 ottobre - Conduelo Píriz, calciatore uruguaiano († 1976)
- 10 ottobre - Tito Aprea, pianista, musicologo e compositore italiano († 1989)
- 10 ottobre - Casto Caruso, diplomatico italiano
- 10 ottobre - Jules Cottenier, calciatore francese († 1995)
- 10 ottobre - Joe Fitzgerald, hockeista su ghiaccio statunitense († 1987)
- 10 ottobre - Andrea Giovene, scrittore italiano († 1995)
- 10 ottobre - José Portogalo, giornalista, poeta e scrittore italiano († 1973)
- 10 ottobre - Cyril Stiles, canottiere neozelandese († 1985)
- 10 ottobre - Gordon Wiles, scenografo e regista statunitense († 1950)
- 10 ottobre - Filippo de Grenet, militare e diplomatico italiano († 1944)
- 10 ottobre - Isabella Alfonsa di Borbone-Due Sicilie, principessa spagnola († 1985)
- 11 ottobre - Ken'ichi Enomoto, attore e comico giapponese († 1970)
- 11 ottobre - Edwin Lanham, sceneggiatore e scrittore statunitense († 1979)
- 11 ottobre - Tita Merello, attrice cinematografica, cantante e ballerina argentina († 2002)
- 11 ottobre - Alexander Piorkowski, ufficiale tedesco († 1948)
- 12 ottobre - Ding Ling, scrittrice cinese († 1986)
- 12 ottobre - Mathias Feller, calciatore lussemburghese († 1953)
- 12 ottobre - Lorenzo Gargiulo, arcivescovo cattolico italiano († 1974)
- 12 ottobre - Luigi Impastato, mafioso italiano († 1977)
- 12 ottobre - Pio Iorio, scultore e pittore italiano († 1992)
- 12 ottobre - Giovanni Malagodi, politico italiano († 1991)
- 12 ottobre - Ideo Pantaleoni, pittore, scultore e litografo italiano († 1993)
- 12 ottobre - John Pendlebury, archeologo britannico († 1941)
- 13 ottobre - Boris Ėmmanuilovič Chajkin, direttore d'orchestra bielorusso († 1972)
- 13 ottobre - Jules Limbeck, calciatore e allenatore di calcio ungherese († 1952)
- 14 ottobre - Michail Georgievič Pervuchin, politico e ingegnere sovietico († 1978)
- 14 ottobre - Christian Pineau, politico francese († 1995)
- 15 ottobre - Maurice Lombard, storico francese († 1965)
- 16 ottobre - Wild Bill Elliott, attore statunitense († 1965)
- 16 ottobre - Aleksandr Aleksandrovič Morozov, generale e ingegnere sovietico († 1979)
- 16 ottobre - Mario Segre, epigrafista italiano († 1944)
- 16 ottobre - Enrico Vezzalini, prefetto italiano († 1945)
- 17 ottobre - Carlo Alberto Federici, politico italiano († 1971)
- 17 ottobre - Sof'ja Garrel', attrice sovietica († 1991)
- 17 ottobre - Josef Klehr, militare tedesco († 1988)
- 17 ottobre - Mario Scotto, arbitro di calcio italiano († 1986)
- 18 ottobre - Aarne Juutilainen, militare finlandese († 1976)
- 19 ottobre - Emma Baron, attrice italiana († 1986)
- 19 ottobre - Antonio Biggi, artista, scultore e pittore italiano († 1966)
- 19 ottobre - Levi Casey, triplista statunitense († 1983)
- 20 ottobre - Tommy Douglas, politico canadese († 1986)
- 20 ottobre - Hans Lewy, matematico tedesco († 1988)
- 20 ottobre - Anna Neagle, attrice britannica († 1986)
- 20 ottobre - Marian Nixon, attrice statunitense († 1983)
- 20 ottobre - Sergej Ignat'evič Rudenko, generale e politico sovietico († 1990)
- 21 ottobre - Axel Åkerblom, compositore di scacchi svedese († 1980)
- 21 ottobre - Walter von Bonhorst, montatore tedesco († 1978)
- 21 ottobre - Robert Boutruche, medievista francese († 1975)
- 21 ottobre - Francisca Celsa dos Santos, supercentenaria brasiliana († 2021)
- 21 ottobre - Arturo Chini Ludueña, calciatore argentino († 1993)
- 21 ottobre - Walter Groß, medico, politico e scrittore tedesco († 1945)
- 21 ottobre - Edmond Hamilton, scrittore di fantascienza statunitense († 1977)
- 21 ottobre - Patrick Kavanagh, poeta e scrittore irlandese († 1967)
- 21 ottobre - Maurice Montuclard, scrittore francese († 1988)
- 21 ottobre - Basilea Schlink, religiosa e scrittrice tedesca († 2001)
- 22 ottobre - Constance Bennett, attrice statunitense († 1965)
- 22 ottobre - Saúl Calandra, calciatore argentino († 1973)
- 22 ottobre - Fedele Cova, ingegnere italiano († 1987)
- 22 ottobre - Hazel Keener, attrice statunitense († 1979)
- 22 ottobre - Corinto Miliotti, calciatore italiano († 1949)
- 22 ottobre - Duncan Stewart, politico britannico († 1949)
- 23 ottobre - Edmond Ardisson, attore francese († 1983)
- 23 ottobre - Eurialo De Michelis, scrittore, critico letterario e poeta italiano († 1990)
- 23 ottobre - Maximilien de Fürstenberg, cardinale e arcivescovo cattolico belga († 1988)
- 23 ottobre - Ramón Luna, calciatore argentino
- 23 ottobre - Vladimir Aleksandrovič Sudec, generale sovietico († 1981)
- 24 ottobre - Madeleine Delbrêl, mistica e poetessa francese († 1964)
- 24 ottobre - Moss Hart, commediografo e regista teatrale statunitense († 1961)
- 24 ottobre - Ewald Riebschläger, tuffatore tedesco († 1993)
- 25 ottobre - Ferruccio De Lorenzo, politico e medico italiano († 2002)
- 25 ottobre - Bill Tytla, animatore statunitense († 1968)
- 26 ottobre - Virgilio Felice Levratto, calciatore e allenatore di calcio italiano († 1968)
- 26 ottobre - Giuseppe Romeo, politico italiano († 1979)
- 27 ottobre - Ernő Schwarz, calciatore, allenatore di calcio e dirigente sportivo ungherese († 1974)
- 28 ottobre - George Dangerfield, giornalista e storico inglese († 1986)
- 28 ottobre - Jacques Vandier, egittologo francese († 1973)
- 29 ottobre - Randi Bakke, pattinatrice artistica su ghiaccio norvegese († 1984)
- 29 ottobre - Carmelo Camet, schermidore argentino († 2007)
- 29 ottobre - Thøger Nordbø, calciatore norvegese († 1994)
- 29 ottobre - Perc Westmore, truccatore britannico († 1970)
- 29 ottobre - Alston Wise, hockeista su ghiaccio canadese († 1984)
- 30 ottobre - Sergio Amidei, sceneggiatore e produttore cinematografico italiano († 1981)
- 30 ottobre - Heinz Kloss, linguista tedesco († 1987)
- 31 ottobre - Rudolf Burkert, sciatore nordico cecoslovacco († 1985)
- 31 ottobre - Takeo Doi, ingegnere aeronautico giapponese († 1996)
- 31 ottobre - Antonio Parano, ingegnere italiano († 1952)